# 바덴 대관구
바덴 대관구(독일어: Gau Baden) 또는 1941년 개칭된 명칭인 바덴-알자스 대관구(독일어: Gau Baden-Elsaß)는 1933년부터 1945년까지 있었던 나치 독일의 행정 구역 중 하나이다. 초기에는 독일의 바덴 주 지역만 속해있었으나, 1940년 알자스 지역이 편입되었다. 이 대관구는 나치당의 1926년부터 1933년까지 존속했던 지역 조직을 대체하는 행정적 기관이었다.

## 역사
원래 나치의 대관구(Gau) 조직은 1926년 5월 22일 나치당 회의에서 지역당 조직 구조 개선을 목적으로 창립한 구역이었다. 이후 1933년 나치가 독일의 권력을 장악하면서 독일의 주 단위 행정구역이 당의 대관구 행정구역으로 대체되었다. 1940년 독일이 프랑스의 알자스 지역을 점령하면서 바덴 대관구가 프랑스의 두 데파르트망, 바랭주와 오랭주를 합병하며 바덴-알자스 대관구로 명칭을 바꾸었다. 이 과정에서 원래 대관구 중심지를 카를스루에에서 알자스의 스트라스부르로 옮겼다.
각 대관구를 지휘하는 대관구지휘자는 점점 더 권력이 세지면서 제2차 세계 대전 이후에는 외부에서 거의 간섭을 받지 않았다. 지역 대관구지휘자는 정당 행정 뿐 아니라 정부 직책에도 관여하여 선전 감시 등 다양한 작전을 수행했으며, 1944년 9월 이후에는 국민돌격대 소집과 각 대관구 방어작전 역할도 맡았다.
바덴의 대관구지휘자는 로베르트 하인리히 바그너였으며 대관구가 해체될 때까지 혼자서 대관구지휘자에 속했다. 바그너는 1946년 8월 14일 알자스 통치 기간 시행한 범죄 행위로 스트라스부르에서 처형되었다. 그의 부지도자에는 카를 렌츠(1926-31), 발터 쾨흘러(1931-33), 헤르만 론(134-45)가 있었다.
이 대관구의 알자스 지역에는 나츠윌러-스트루호프 수용소가 있었다.

## 같이 보기
- 바덴 대관구리가 - 1933년부터 1945년까지 있었던 바덴 지역 내 최고 축구 리그
- 알자스 대관구리가 - 1940년부터 1945년까지 있었던 알자스 지역 내 최고 축구 리그